# Farkosten
Farkosten (originaltitel Sphere) är en science fictionroman från 1987 av Michael Crichton. Romanen filmatiserades 1998 som Sphere – farkosten, i regi av Barry Levinson.
Romanen följer psykologen Norman Johnson när han, på uppdrag av USA:s regering, tillsammans med en grupp vetenskapsmän undersöker en stor rymdfarkost som har upptäckts på botten av Stilla havet. Koralltäcket som lagrats på farkosten tyder på att det har legat där i mer än 300 år. Teorin är därför att det är ett utomjordiskt rymdskepp.
Boken börjar som en science fictionberättelse men omvandlas snart till en psykologisk thriller som utforskar människans föreställningsförmåga.

## Romanens handling
En grupp vetenskapsmän, däribland psykologen Norman Johnson, matematikern Harry Adams, biologen Beth Halpern, och astrofysikern Ted Fielding, sänks ned på Stilla havets botten för att undersöka rymdfarkosten. Till deras stora förvåning visar det sig att fartyget inte alls är utomjordiskt utan amerikanskt, konstruerat femtio år in i framtiden och uppenbarligen sänt tillbaka i tiden för att dyka upp i havet 350 år innan det byggs. Gruppen blir fast på botten under flera dagar, utan kontakt med flottan vid havsytan, medan en storm härjar. De fortsätter dock sina undersökninagar och dessa leder till att de finner ett mystiskt klotformat föremål av klart utomjordiskt ursprung. Utforskandet av denna sfär utgör vetenskapsmännens fortsatta intresse och berättelsens handling.
De börjar med att diskutera om huruvida de skall öppna klotet eller ej och kommer fram till att de måste öppna det för att kunna få reda på dess egenskaper, innehåll och ursprung. Harry lyckas på något vis öppna det och går in i det, när han kommer ut igen minns han inte vad som skett inne i klotet eller hur han öppnade det. Inte heller de övriga kan klura ut det. De blir snart kontaktade av en intelligent, synbarligen vänligt sinnad, utomjordisk livsform som kallar sig Jerry. Jerry kommer från klotets inre och meddelar sig först genom en kod som Harry uttyder. Så småningom börjar de attackeras av jättebläckfiskar, sjöormar och maneter, vilket visar sig vara manifestationer av Jerry som inte verkar ha någon känsla för vad döden innebär utan enbart ser vetenskapsmännen som ett sätt att roa sig.
Gruppmedlemmarna dör en efter en, snart är endast Norman, Harry och Beth kvar vid liv, medan de överlevande försöker blidka den temperametsfulle och barnslige Jerry. Norman inser att han måste använda sig av sina psykologikunskaper för att förmå Jerry att skona dem. Plötsligt inser han att Jerry inte är en egen livsform utan att sfären ger den som går in i den förmågan att göra undermedvetna önskningar verkliga. Sålunda är Jerry någonting som Harry, som har varit inne i klotet, undermedvetet har fantiserat fram. Jättebläckfisken och de andra havsdjuren är manifestationer från berättelsen En världsomsegling under havet, vilken Harry nämnt att han är rädd för.
Beth och Norman beslutar sig för att lugna Harry med en kraftig blandning av lugnande och smärtstillande medel från första hjälpenlådan. Därefter väntar de på att återfå kontakt med flottan vid havsytan. Under väntan märker Norman att Beth tagit sig in i sfären och att hon av det blivit psykotisk och att hon i ett självdestruktivt tillstånd börjar placera ut kraftiga tidsinställda sprängladdningar i och kring rymdfarkosten. Norman tar sig då själv in i klotet för att med hjälp av dess kraft lyckas tala Beth ur hennes självmordsraseri och på så vis rädda dem ur faran. Harry vaknar då till liv, slår Beth medvetslös och de skyndar sig till undsättningsubåten. I tryckkammaren diskuterar de tre överlevande hur de skall förklara för flottan vad som hänt dem. De kommer så småningom fram till planen att de skall använda sina nyvunna förmågor till att göra sig av med de nyvunna förmågorna samt ändra verkligheten så att vad de varit med om aldrig har hänt och att en läcka med giftig gas dödade de övriga samt förstörde fyndplatsen. De är eniga om att planen endast kommer att fungera om alla tre tillsammans tänker precis så och på så sätt får det att bli verklighet. När romanen tar slut står det klart att Norman och Harry har följt planen, men det antyds att Beth valt att inte ge upp sin förmåga trots allt.

## Filmatiseringen
Boken filmatiserades 1998 och filmen fick den svenska titeln Sphere – farkosten. Barry Levinson stod för regin, och i huvudrollerna syns Dustin Hoffman som Norman Johnson (i filmen under namnet Norman Goodman), Samuel L. Jackson som Harry Adams och Sharon Stone som Beth Halpern (i filmen under namnet Beth Halperin). Filmen följer i stort sett romanen, men det finns åtskilliga skillnader.